# Justinas Marcinkevičius

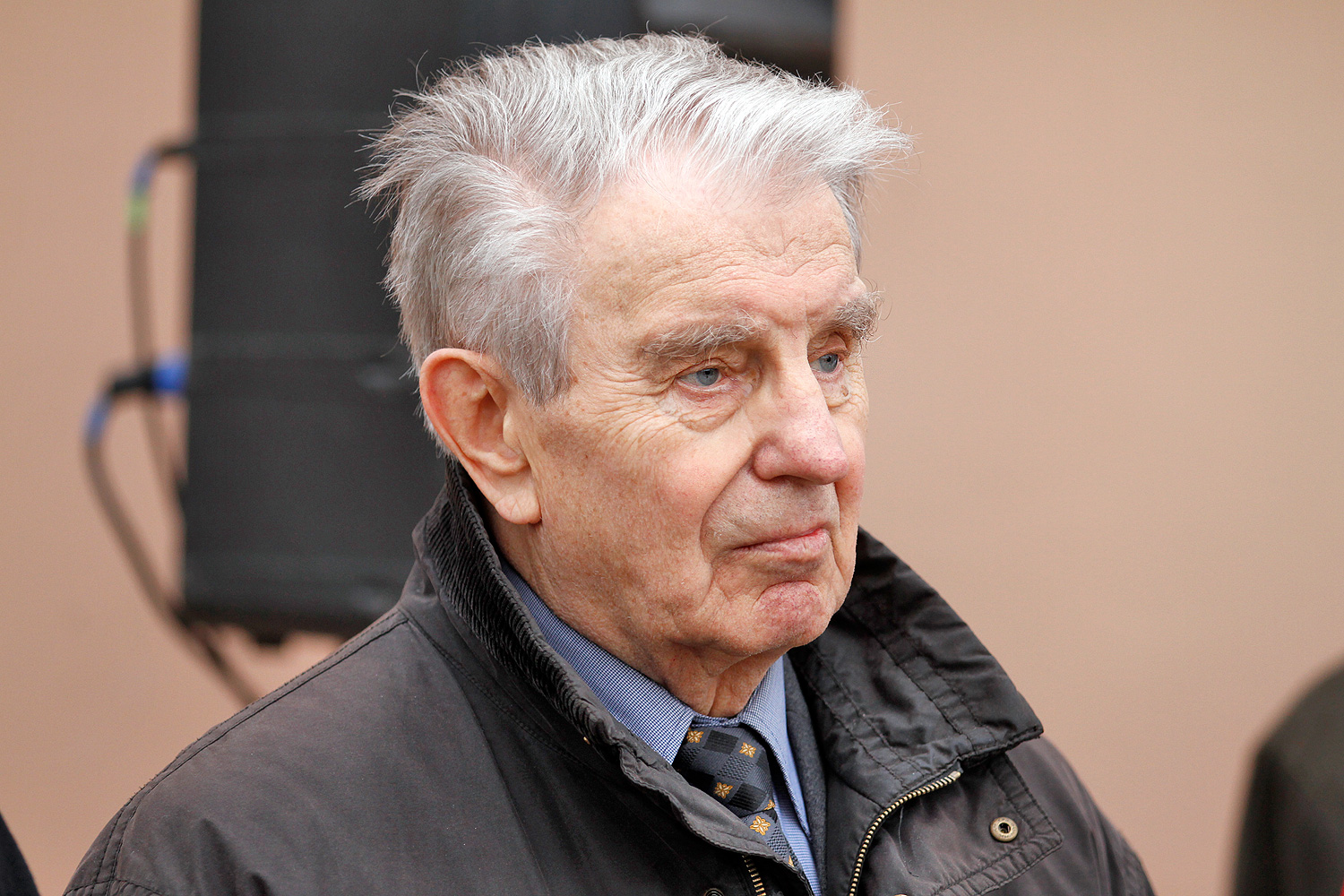
Justinas Marcinkevičius

Justinas Marcinkevičius (* 10. März 1930 in Važatkiemis, Rajongemeinde Prienai; † 16. Februar 2011 in Vilnius) war ein litauischer Dichter, Schriftsteller und Dramatiker.

## Leben
Nach dem Besuch der Grundschule Alksniakiemis bei Prienai und der Absolvierung des Žiburio-Gymnasiums in Prienai von 1942 bis 1949 studierte er von 1949 bis 1954 an der Geschichts- und Philologiefakultät der Universität Vilnius die Fächer Litauische Sprache und Literatur.
Von 1953 bis 1957 war er verantwortlicher Sekretär des Kindermagazins „Genys“, ab 1955 Mitglied des Sowjetlitauischen Schriftstellervereins (lit. Lietuvos rašytojų sąjunga), von 1957 bis 1959 verantwortlicher Sekretär des Magazins „Pergalė“ und ab 1965 auch professioneller Schriftsteller. Ab 1985  war er Deputat des Obersten Sowjets Litauischer SSR, Kandidat zum Mitglied des Zentralkomitee der Lietuvos komunistų partija. Er war Mitglied der Initiativgruppe der litauischen Unabhängigkeitsbewegung Sąjūdis und ab 1990 Mitglied der Lietuvos mokslų akademija.
Er war verheiratet mit Genovaitė Marcinkevičienė († 2014).

## Ehrungen
- 2002: Ehrenbürger von Vilnius

## Bibliografie
- Kraujas ir pelenai: herojinė poema. - Vilnius: Valstybinė grožinės literatūros leidykla, 1960.
- Duoną raikančios rankos: eilėraščiai. - Vilnius: Valstybinė grožinės literatūros leidykla, 1963.
- Donelaitis: poema. - Vilnius: Valstybinė grožinės literatūros leidykla, 1964.
- Siena: poema. - Vilnius: Vaga, 1965.
- Mediniai tiltai: eilėraščiai. - Vilnius: Vaga, 1966.
- Liepsnojantis krūmas: eilėraščiai. - Vilnius: Vaga, 1968.
- Mindaugas: drama - poema. - Vilnius: Vaga, 1968.
- Katedra: 10 giesmių drama. - Vilnius: Vaga, 1971.
- Šešios poemos. - Vilnius: Vaga, 1973.
- Mažvydas: giesmė. - Vilnius: Vaga, 1977.
- Gyvenimo švelnus prisiglaudimas: lyrika. - Vilnius: Vaga, 1978.
- Pažinimo medis: poema. - Vilnius: Vaga, 1978.
- Būk ir palaimink: lyrika. - Vilnius: Vaga, 1980.
- Dienoraštis be datų. - Vilnius: Vaga, 1981.
- Raštai. - Vilnius: Vaga, 1982-1983. 5 t.
- Vienintelė žemė: eilėraščiai. - Vilnius: Vaga, 1984.
- Už gyvus ir mirusius: lyrika. - Vilnius: Vaga, 1988.
- Lopšinė gimtinei ir motinai: eilėraščiai. - Vilnius: Vaga, 1992.
- Prie rugių ir prie ugnies: eilėraščiai. - Vilnius: Lituanus, 1992.
- Eilėraščiai iš dienoraščio: poezija. - Kaunas: Spindulys, 1993.
- Tekančios upės vienybė: eseistika. - Kaunas: Santara, 1994.
- Tekančios upės vienybė: eseistika. 2-asis leidimas. - Kaunas: Santara, 1995.
- Daukantas: draminė apysaka. - Kaunas: Santara, 1997.
- Žingsnis. - Kaunas: Santara, 1998.
- Dienoraštis be datų. 2-asis papildytas leidimas. - Vilnius: Vyturys, 1999.
- Poezija. - Vilnius: Vaga, 2000. 2 t.
- Devyni broliai: baladžių poema. - Kaunas: Santara, 2000.
- Carmina minora: poema. - Vilnius: Tyto alba, 2000.
- Pažinimo medis: poema. 2-asis leidimas. - Vilnius: Vaga, 2001.
- Dienos drobulė: eilėraščiai. - Vilnius: Lietuvos rašytojų sąjungos leidykla, 2002.
- Grybų karas: poema. - Vilnius: Alma littera, 2002.
- Voro vestuvės: vaikų, tėvelių ir senelių pamėgta poemėlė. - Vilnius: Vaga, 2002.
- Trilogija ir epilogas. Mindaugas. Mažvydas. Katedra. Daukantas: poetinės dramos ir draminė apysaka. - Vilnius: Lietuvos rašytojų sąjungos leidykla, 2005.
- Poemos. - Vilnius: Lietuvos rašytojų sąjungos leidykla, 2007.